# What Are You So Scared Of?
| Recensione            | Giudizio |
| --------------------- | -------- |
| Absolutepunk          |          |
| Alter the Press!      |          |
| Altsounds             | 83/100   |
| Bring Me the Noise UK |          |
| HavingSaidThat...     | B+       |
| Kill Your Stereo      | 85/100   |
| Punknews              |          |
| Sputnik Music         |          |
| The Sound Alarm       |          |
| Under the Gun Review  |          |

What Are You So Scared Of? è l'album di debutto del gruppo musicale australiano Tonight Alive, pubblicato il 14 ottobre 2011 dalla Sony Music Australia. Successivamente è stato pubblicato anche in Nord America dalla Fearless Records e nel Regno Unito dalla Search and Destroy, rispettivamente il 14 febbraio 2012 e il 1º ottobre 2012. Da queste edizioni sono stati tagliati i brani Reason to Sing e In the First Place presenti nella versione australiana.
Nella versione fisica originale sono presenti anche 10 tracce fantasma, nascoste prima dell'intro Eject, Eject, Eject!, che consistono nella versione acustica di 10 brani dell'album. Gli altri 3 brani in versione acustica sono stati successivamente inseriti nell'EP Let It Land, pubblicato in contemporanea all'album.
Nonostante le sonorità pop punk, l'album è anche ricco di influenze hard rock e post-hardcore.

## Tracce
Testi e musiche di Jenna McDougall e Whakaio Taahi.

### Versione standard
1. Eject, Eject, Eject! – 1:29
2. Breaking & Entering – 3:32
3. Starlight – 3:23
4. Sure as Hell – 3:06
5. Let It Land – 3:34
6. Fake It – 3:16
7. Listening – 2:55
8. Reason to Sing – 2:55
9. Safe & Sound – 3:17
10. Thank You & Goodnight (feat. Mark Hoppus) – 3:04
11. Amelia – 3:38
12. In the First Place – 2:41
13. To Die For – 3:25
14. What Are You So Scared Of? – 3:36

Tracce fantasma nella versione fisica
1. Breaking & Entering (Acoustic) – 3:26
2. Starlight (Acoustic) – 3:07
3. Sure as Hell (Acoustic) – 2:58
4. Let It Land (Acoustic) – 3:24
5. Safe and Sound (Acoustic) – 3:06
6. Thank You & Goodnight (Acoustic) – 3:00
7. Amelia (Acoustic) – 3:36
8. In the First Place (Acoustic) – 2:33
9. To Die For (Acoustic) – 3:16
10. What Are You Scared Of? (Acoustic) – 2:51

Tracce bonus nell'edizione giapponese
1. You Know You Know Me – 2:35
2. Welcome – 2:50
3. Take Me Down – 2:36

### Versione nordamericana e britannica
1. Eject, Eject, Eject! – 1:29
2. Breaking & Entering – 3:32
3. Sure as Hell – 3:06
4. Starlight – 3:23
5. To Die For – 3:25
6. Let It Land – 3:24
7. Amelia – 3:38
8. Listening – 2:55
9. Thank You & Goodnight (feat. Mark Hoppus) – 3:04
10. Safe and Sound – 3:17
11. Fake It – 3:16
12. What Are You So Scared Of? – 3:36

Tracce bonus nell'edizione deluxe su iTunes
1. Welcome – 2:50
2. Take Me Down – 2:36
3. Breaking & Entering (Music Video) – 3:28
4. Starlight (Music Video) – 3:26

## Formazione
- Jenna McDougall – voce
- Whakaio Taahi – chitarra solista, tastiera, voce secondaria, arrangiamenti orchestrali
- Jake Hardy – chitarra ritmica
- Cam Adler – basso
- Matt Best – batteria, percussioni

## Classifiche
| Classifica (2011)          | Posizione massima |
| -------------------------- | ----------------- |
| Australia                  | 15                |
| Classifica (2012)          | Posizione massima |
| Giappone                   | 244               |
| Regno Unito                | 172               |
| Regno Unito (rock & metal) | 17                |
| Stati Uniti (heatseekers)  | 7                 |
| Stati Uniti (independent)  | 32                |
| Stati Uniti (rock)         | 48                |